# انجمن یوزپلنگ ایرانی
انجمن یوزپلنگ ایرانی یک سازمان غیردولتی زیست محیطی، مستقل و غیرانتفاعی است که از مرداد ماه سال ۱۳۸۰ فعالیت خود را شروع کرده و برای حفظ آخرین بازمانده‌های یوزپلنگ ایرانی فعالیت می‌کند. محل دفتر مرکزی این انجمن در تهران است و حوزه فعالیت آن در سرتاسر کشور می‌باشد. همچنین، این انجمن به همکاری با سایر نهادهای فعال در زمینه حیات وحش در سطح بین‌الملل نیز می‌پردازد.
انجمن یوزپلنگ ایرانی خبرنامه‌ای با عنوان یوزنامه را جهت اطلاع‌رسانی پیرامون فعالیت‌های انجمن دربارهٔ یوزپلنگ و سایر گونه‌های حیات وحش و مسائل زیست‌ومحیطی ایران تهیه و توزیع می‌کند.

## اهداف
اهداف انجمن یوزپلنگ ایرانی عبارتند از:
- مطالعه و پژوهش در مورد حیات وحش، به ویژه یوزپلنگ و زیست‌بومهای مرتبط با آن
- ارتقای سطح آگاهی جامعه در مورد محیط زیست، حیات وحش و یوزپلنگ
- حفاظت از حیات وحش به ویژه یوزپلنگ و زیستگاه‌های آن[۱]

## افتخارات
- برنده رتبه دوم تشکل‌های غیردولتی و جایزه ملی محیط زیست ایران (۱۳۸۴)
- برنده جایزه “حفاظت‌کننده‌های آینده Future Conservationists” از میان ۲۰۰ تشکل غیردولتی از سرتاسر دنیا (۲۰۰۶)
- برنده جایزه خروس سپید انجمن حمایت از حیوانات ایران (۱۳۸۶)
- برنده جایزه برترین متخصص حفاظت از حیات وحش دنیا با عنوان «آینده‌ای برای طبیعت» از میان ۱۴۸ متخصص از ۵۶ کشور (۲۰۰۹)[۲]